# USS Spruance (DDG-111)
USS Spruance (DDG-111) é um navio de guerra do tipo contratorpedeiro da  Marinha dos Estados Unidos. O navio construído no estaleiro Bath Iron Works e em operações desde 2011, pertencente a classe Arleigh Burke.

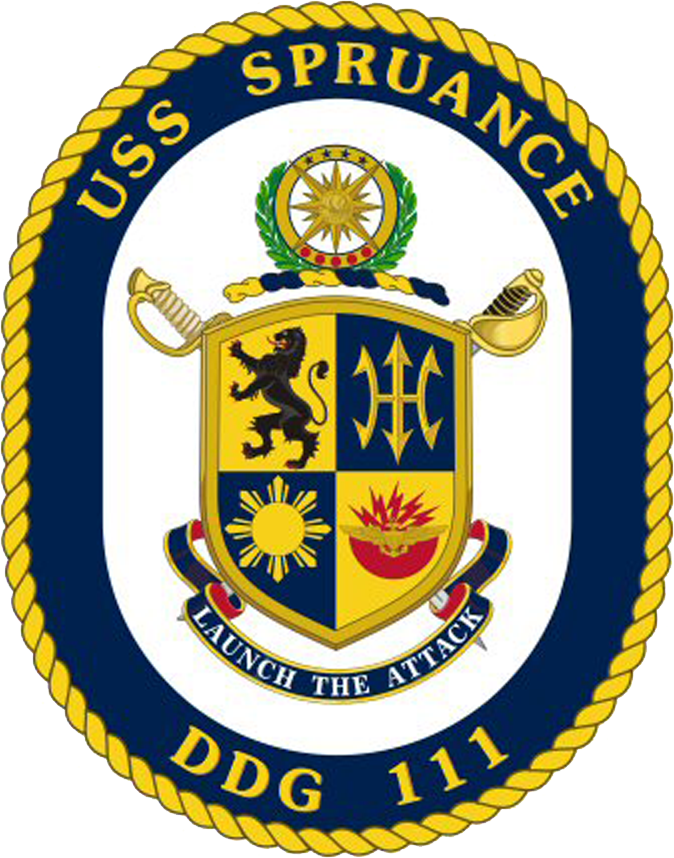
Brasão de armas do navio, com o registro de seu lema Launch the Attack.

O navio navega sob o lema Launch the Attack (Lançar o ataque), que foi a ordem dada pelo Almirante Raymond Ames Spruance (1886-1969) a sua equipe de combate quando o primeiro de quatro porta-aviões da Armada do Japão foram localizados na manhã de 4 de junho de 1942 dando início a Batalha de Midway. O nome do DDG-111 homenageia o almirante, sendo este o segundo navio de guerra a receber este nome, o primeiro foi o também contratorpedeiro USS Spruance (DD-963) navio líder da classe Spruance.